# Lutrochus gigas
Lutrochus gigas is een keversoort uit de familie Lutrochidae. De wetenschappelijke naam van de soort is voor het eerst geldig gepubliceerd in 1939 door Hinton.